# Discalma memor
Discalma memor là một loài bướm đêm trong họ Geometridae.